# 釈迦内村
釈迦内村（しゃかないむら）は秋田県北秋田郡にあった村。現在の大館市中心部の北方・秋田自動車道大館北インターチェンジ・釈迦内パーキングエリア周辺、長木川右岸にあたる。

## 地理
- 山 : 大山、高倉山、高森、獅子ヶ森
- 河川 : 長木川

## 歴史
- 1889年（明治22年）4月1日 - 町村制の施行により、釈迦内村、松木村、松峯村、沼館村、商人留村の区域をもって発足。
- 1951年（昭和26年）4月1日 - 大館町と合併して大館市が発足。同日釈迦内村廃止。

## 交通

### 鉄道路線
- 日本国有鉄道
  - 奥羽本線
  - 花輪線
    - 大館駅[1]
- 小坂鉄道[2]
  - 花岡線（1985年廃止）
    - 花岡線大館駅は大館町にあり、廃止当時は村域に駅はなく、松峰付近を通過していた[3]。

### 道路
- 羽州街道・国道5号（旧国道41号）[4]